# Александер, Уильям (лорд Стирлинг)
Уильям Александер (англ. William Alexander, так же известный как Лорд Стирлинг, 1726—1783) — американский генерал шотландского происхождения, участник войны за независимость США. Он считал себя потомком Уильяма Александера, 1-го лорда Стирлинга, и шотландский двор признал его в 1759 году, однако в 1762 году Палата Лордов отменила решение шотландского двора. Несмотря на это, он продолжал именовать себя лордом Стирлингом. Во время войны за независимость он командовал 1-м Мэрилендским полком и участвовал в Лонг-Айлендском сражении. Его полк был разбит и сам он попал в плен к англичанам, но его действия позволили Джорджу Вашингтону без потерь отвести войск с поля боя. Впоследствии Стирлинг был освобождён по обмену, повышен в звании, и служил в Континентальной армии до конца войны. Именно он в 1778 году раскрыл Конвейский заговор.

## Ранние годы
Уильям родился в 1726 году в городе Нью-Йорке, который в те годы был частью английской колонии. Его отцом был известный юрист Джеймс Александер, который родился в Шотландии и эмигрировал в Америку в 1715 году. В 1721 году Джеймс женился на Мэри Спратт, вдове Самуэля Провоста. В их семье было семь детей, из которых Уильям был третьим. Он получил хорошее образование, особенно преуспев в математике и астрономии, и  присоединился к торговому бизнесу своей матери.